# Saison 1 de Space Force
Chronologie
Saison 2 de Space Force
Cet article présente le guide des épisodes de la première saison de la série télévisée américaine Space Force.

## Synopsis
Le Lieutenant-Général Mark R. Naird, Numéro 2 de l'Air Force, se voit finalement promu Général. Mais alors qu'il espérait remplacer son supérieur et rival, le Général Kick Grabaston, et prendre sa place de Chef d'État-Major de l'Air Force, le destin lui joue une mauvaise blague quand POTUS annonce qu'il crée une nouvelle branche des Forces Armées Américaines, la Space Force, dont Naird devient le premier Chef des Opérations Spatiales. Naird devra travailler avec le Dr Adrian Mallory, scientifique désabusé, afin d'accomplir l'objectif fixé par POTUS : renvoyer des hommes sur la Lune...

## Distribution

### Personnages principaux
- Steve Carell (VF : Constantin Pappas) : Général Mark R. Naird, Chef des Opérations Spatiales
- John Malkovich (VF : Edgar Givry) : Dr Adrian Mallory, directeur scientifique de la Space Force
- Ben Schwartz (VF : Antoine Schoumsky) : F. Tony Scarapiducci, responsable médias de la Space Force
- Diana Silvers (VF : Charlotte Hennequin) : Erin Naird, fille du Général Naird
- Tawny Newsome (VF : Audrey Sourdive) : Capitaine Angela Ali, pilote de la Space Force affectée au Général Naird

### Personnages secondaires
- Jimmy O. Yang (VF : Romain Altché) : Dr Chen Kaifang, assistant du Dr Mallory
- Alex Sparrow (VF : Julien Allouf) : Capitaine Yuri "Bobby" Telatovich, émissaire des Forces spatiales russes, et fils illégitime du président Vladimir Poutine
- Don Lake (VF : Vincent Violette) : Brigadier-Général Brad Gregory, second du Général Naird.
- Fred Willard (VF : Patrick Préjean) : Fred Naird, père du Général Naird
- Jessica St. Clair : Kelly King, contremaître affectée à la construction du QG de la Space Force
- Lisa Kudrow (VF : Rafaèle Moutier) : Maggie Naird, épouse du Général Naird
- Punam Patel : Dr Ranatunga

### Invités
- Noah Emmerich (VF : Bruno Magne)  : Général Kick Grabaston, Chef d'État-Major de l'United States Air Force
- Dan Bakkedahl (VF : Bernard Bollet) : John Blandsmith, Secrétaire à la Défense
- Roy Wood Jr. (VF : Nicolas Justamon) : Colonel Bert Mellows, agent de liaison de la Space Force
- Chris Gethard : Astronaute Eddie Broser
- Hector Duran : Astronaute Julio Diaz-Jose
- Ginger Gonzaga : Députée Anabela Ysidro-Campos
- Jane Lynch (VF : Anne-Bérengère Pelluau) : Amirale Mayweather, cheffe des Opérations navales
- Diedrich Bader : Général Rongley, chef d'état-major de l'armée de terre
- Patrick Warburton : Général Dabney Stramm, commandant du Corps des Marines
- Larry Joe Campbell : Amiral Louis Biffoont, commandant de l'United States Coast Guard

## Épisodes

### Épisode 1:Le Lancement
- États-Unis /  Canada : 29 mai 2020 sur Netflix

- Noah Emmerich (Général Kick Grabaston)
- Dan Bakkedahl (Secrétaire à la Défense John Blandsmith)
- Roy Wood Jr. (Colonel Bert Mellows)
- Jessica St. Clair (Contremaître Kelly King)
- Jane Lynch (Amirale Mayweather)
- Diedrich Bader (Général Rongley)
- Patrick Warburton (Général Dabney Stramm)
- Larry Joe Campbell (Amiral Louis Biffoont)

### Épisode 2:Il faut sauver Epsilon 6
- États-Unis /  Canada : 29 mai 2020 sur Netflix

- Paul Jurewicz (Dewey Pantowski)

### Épisode 3:Mark et Mallory à Washington
- États-Unis /  Canada : 29 mai 2020 sur Netflix

- Noah Emmerich (Général Kick Grabaston)
- Ginger Gonzaga (Députée Anabela Ysidro-Campos)
- Jane Lynch (Amirale Mayweather)
- Diedrich Bader (Général Rongley)
- Patrick Warburton (Général Dabney Stramm)
- Larry Joe Campbell (Amiral Louis Biffoont)

### Épisode 4:L'Habitat Lunaire
- États-Unis /  Canada : 29 mai 2020 sur Netflix

- Asif Ali (Capitaine Dave Powers)
- Alice Wetterlund (Major Jane Pike)
- Michael Hitchcock (Jerome Lalosz)

### Épisode 5:Space Flag
- États-Unis /  Canada : 29 mai 2020 sur Netflix

- Noah Emmerich (Général Kick Grabaston)
- Roy Wood Jr. (Colonel Bert Mellows)
- Jessica St. Clair (Contremaître Kelly King)

### Épisode 6:L'Espion
- États-Unis /  Canada : 29 mai 2020 sur Netflix

- Jessica St. Clair (Contremaître Kelly King)
- Dan Bakkedahl (Secrétaire à la Défense John Blandsmith)
- Jamison Webb (Major Lee Baxter)

### Épisode 7:Edison Jaymes
- États-Unis /  Canada : 29 mai 2020 sur Netflix

- Kaitlin Olson (Edson Jaymes)
- Janina Gavankar (Hannah Howard)

### Épisode 8:Visite conjugale
- États-Unis /  Canada : 29 mai 2020 sur Netflix

- Jessica St. Clair (Contremaître Kelly King)

### Épisode 9:Quelle joie d'être de retour sur la Lune!
- États-Unis /  Canada : 29 mai 2020 sur Netflix

- Jessica St. Clair (Contremaître Kelly King)
- Bruce Locke (Général Tsengjun)
- Richard Ouyang (Dr Zhang)
- Chris Gethard (Astronaute Eddie Broser)
- Hector Duran (Astronaute Julio Diaz-Jose)

### Épisode 10:Réaction proportionnée
- États-Unis /  Canada : 29 mai 2020 sur Netflix

- Noah Emmerich (Général Kick Grabaston)
- Dan Bakkedahl (Secrétaire à la Défense John Blandsmith)
- Jessica St. Clair (Contremaître Kelly King)
- Chris Gethard (Astronaute Eddie Broser)
- Hector Duran (Astronaute Julio Diaz-Jose)
- Jane Lynch (Amirale Mayweather)
- Diedrich Bader (Général Rongley)
- Patrick Warburton (Général Dabney Stramm)
- Larry Joe Campbell (Amiral Louis Biffoont)
- Carolyn Wilson (Gardienne Louise Papaleo)